# 1485 w polityce
Wydarzenia polityczne w 1485 roku.

## Wydarzenia
- 1 czerwca – Maciej Korwin zdobywa Wiedeń.
- 7 sierpnia - wojna Dwóch Róż: Henryk Tudor na czele grupy zwolenników Lancasterów i przeciwników króla Ryszarda III oraz posiłków francuskich, bretońskich i najemników szkockich ląduje w Walii[1].
- 14 sierpnia - wojna Dwóch Róż: po uzyskaniu poparcia części szlachty walijskiej Henryk Tudor wkracza do Anglii[2].
- 22 sierpnia – w Bitwa pod Bosworth ginie król Ryszard III York, a zwycięski Henryk Tudor na polu bitwy zostaje ogłoszony królem. Bitwa ta kończy Wojnę Dwóch Róż[3].
- 3 września - wojna Dwóch Róż: Henryk Tudor wkracza do Londynu[4].
- 11 października - Henryk Tudor wydaje edykt o powszechnej amnestii, obiecując zachowanie praw tym zwolennikom Yorków, który złożą mu przysięgę wierności[4].
- 30 października - koronacja Henryk Tudora na Henryka VII, króla Anglii[4].

## Zmarli
- 22 sierpnia - Ryszard III York, król Anglii, poległ w bitwie pod Bosworth (ur. 1452)